# سيليسيد المغنيسيوم
 سيليسيد المغنيسيوم  مركب كيميائي صيغته Mg2Si ، ويكون على شكل مسحوق بلوري أسود.

## الخواص
يتفاعل سيليسيد المغنيسيوم مع الماء محرراً غاز السيلان SiH4، الذي يعد المقابل السيليكوني لغاز الميثان CH4 ، لكن للسيلان نشاط كيميائي أكبر من الميثان، بحيث أنه يشتعل تلقائياً عند الالتماس مع أكسجين الهواء.
ينطلق غاز السيلان عند معالجة سيليسيد المغنيسيوم مع حمض الهيدروكلوريك كما في المعادلة:
Mg2Si(s) + 4HCl(aq) → SiH4(g) + 2MgCl2(s)
SiH4 + 2O2 → SiO2 + 2H2O
يحدث التفاعل بشكل مشابه أيضاً مع حمض الكبريتيك.

## التحضير
يحضر سيليسيد المغنيسيوم من تفاعل ثنائي أكسيد السيليكون (الرمل) مع المغنيسيوم عند درجات حرارة مرتفعة، حيث يتشكل السليكون في البداية، ثم يتفاعل لاحقاً ليشكل الناتج حسب المعادلات:
SiO2 + 2Mg → 2MgO + Si
Si + 2Mg → Mg2Si
كما يمكن لسيليسيد المغنيسيوم أن يتشكل من تفاعل هيدريد المغنيسيوم والسيليكون عند درجات حرارة تفوق 250°س، حيث يتحرر غاز الهيدروجين حسب المعادلة:
Si + 2Mg → Mg2Si
يطلق التفاعل غاز الهيدروجين بنسبة 5% ورناً، لذلك فقد جرى التفكير باستخدامه من أجل تخزين الهيدروجين، إلا أن انعكاسية التفاعل أمر يجب البحث فيه بشكل أكبر.

## الاستخدامات
يدخل سيليسيد المغنيسيوم في تركيب سبائك للألومنيوم وذلك بنسبة تصل إلى 1.5%، مما يعطي صلابة أكبر للسبيكة.

## اقرأ أيضاً
- ثلاثي سيليكات المغنيسيوم